# Народно-освободительная армия Греции
Народно-освободительная армия Греции (греч. Ελληνικός Λαϊκός Απελευθερωτικός Στρατός - ΕΛΑΣ, ЭЛАС) — вооружённые силы Национально-освободительного фронта (ЭАМ), созданные для борьбы с немецкими, болгарскими и итальянскими оккупантами, а также коллаборационистами и греческими нацистами. Являлась одной из крупнейших и наиболее боеспособных составляющих Движения Сопротивления во Второй мировой войне в Европе. Деятельность ЭЛАС не зависела от действий союзников. Располагала также военно-морским флотом (ЭЛАН).

## История

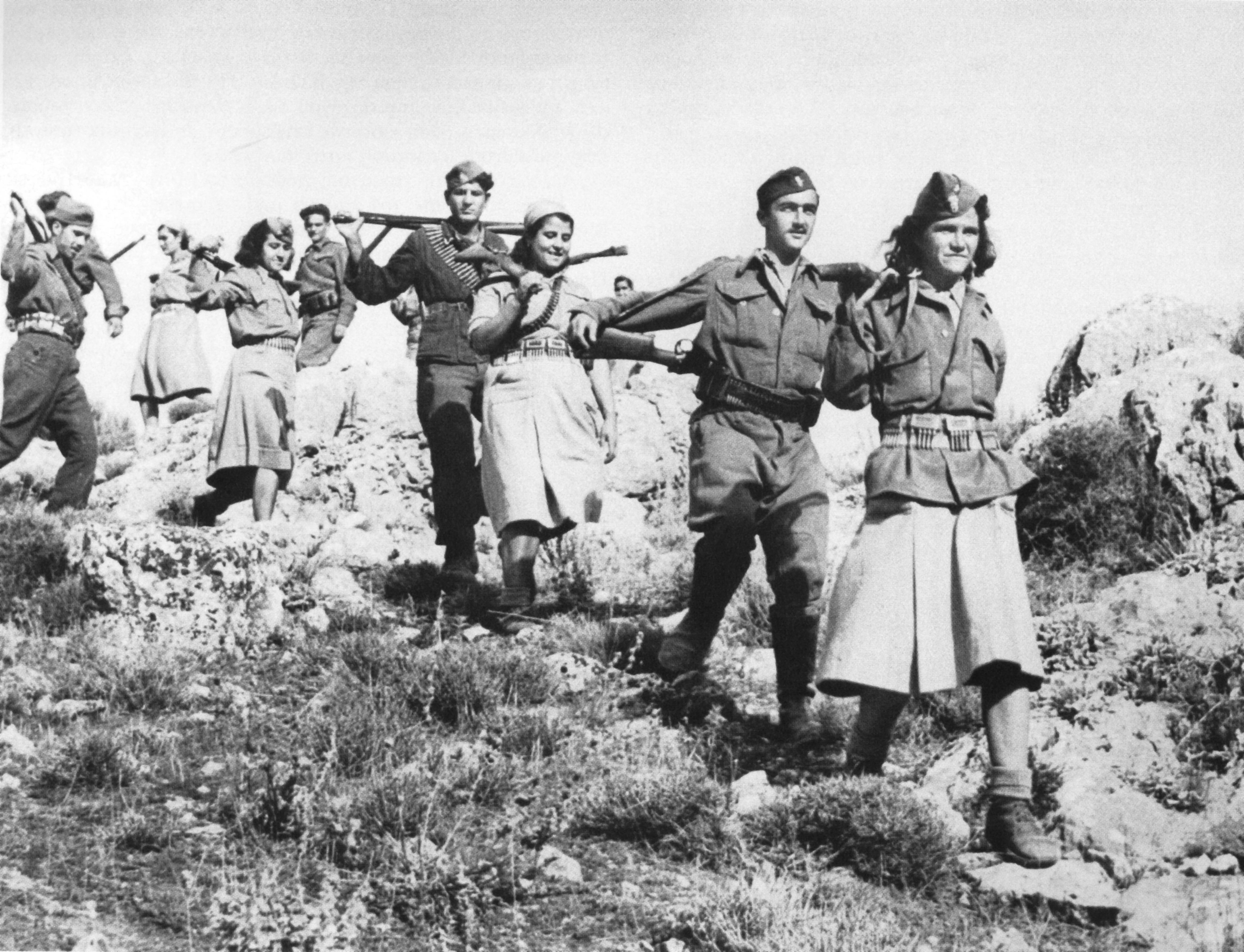
Партизаны ЭЛАС

Компартия Греции призвала к общенародному сопротивлению силам фашистских государств ещё во время вторжения в страну сил Оси в 1940 году.
После окончательной оккупации Греции и нападения Гитлера на Советский Союз КПГ и ряд других левых партий и групп сформировали Национально-освободительный фронт (ЭАМ), начавший консолидировать партизанские силы. Решением ЦК ЭАМ в декабре 1941 года действовавшие в Греции левые партизанские отряды были объединены в Народно-освободительную армию (ЭЛАС).
В учредительной декларации (16 февраля 1942) провозглашалось, что целью ЭЛАС является освобождение страны от всех оккупантов, защита завоеваний народа, его свобод, справедливости и демократии.
Началом вооружённого наступления ЭЛАС против нацистов считается 7 июня 1942 года, когда Арис Велухиотис во главе небольшого отряда вошёл в деревню Домниста в Эвритании, объявив «войну войскам Оси и местным коллаборационистам».
В сентябре 1942 года в Грецию была переброшена группа офицеров британского Управления специальных операций, задачами которых было установление контакта с подпольем и осуществление операции «Харлинг» по саботажу одного из трёх мостов на главном железнодорожном пути страны. Британцы изначально ориентировались на сотрудничество с антикоммунистическими партизанами из Национально-республиканской греческой лиги (ЭДЕС) Наполеона Зерваса, но на месте были вынуждены пойти на контакт с ЭЛАС (к ней принадлежал первый встреченный ими партизан, кроме того, оказалось, что данные британской разведки о соотношении антифашистских сил в Греции были ошибочными) и координировать действия этих двух враждующих партизанских армий. Со своей стороны национальное руководство ЭАМ-ЭЛАС, всё ещё призывавшее концентрироваться на подпольной борьбе в городах, а не в сельской местности, так и не одобрило план совместной операции, и Арис Велухиотис с бойцами принял в ней участие на свой страх и риск.
Результат операции, в которой приняли участие 12 британских подрывников, 150 бойцов ЭЛАС и 52 бойца ЭДЕС, был успешным: в ночь на 25 ноября вместе им удалось уничтожить итальянский гарнизон и подорвать мост через реку Горгопотамос, нанеся существенный урон силам гитлеровского блока. Войска Эрвина Роммеля, отступавшие в Северной Африке после поражения при Эль-Аламейне, были отрезаны от необходимых поставок амуниции из Европы кратчайшим путём. Взрыв моста Горгопотамоса, наряду с атакой на установку тяжёлой воды в Веморке, считается крупнейшим единичным актом партизанской войны в Европе.
Уже через месяц после этой совместной операции между ЭЛАС и ЭДЕС начались вооружённые столкновения.
В августе 1943 года потерпели провал британские переговоры с партизанскими лидерами в Каире, после чего британские власти сделали ставку на раскол партизан, ориентируясь на ЭДЕС. Однако американское Управление стратегических служб (УСС), в отличие от британского Управления специальных операций, стремились объединить всех греческих партизан в борьбе с нацистами. Направленные в Грецию офицеры УСС установили контакты с ЭЛАС, как наиболее сильной партизанской армией. В штаб ЭЛАС была направлена миссия УСС во главе с подполковником Полом Уэстом, которой удалось добиться обещания, что ЭЛАС обеспечит всю необходимую поддержку действий американцев против немцев.
26 июля 1944 года на территорию Греции, контролируемую ЭЛАС, были переброшены восемь офицеров Главного разведывательного управления Наркомата обороны СССР во главе с подполковником Г. М. Поповым, которые прибыли в штаб ЭЛАС. ЭЛАС испытывала острую нужду в боеприпасах и неоднократно через группу Попова обращалась к СССР с просьбой их прислать, однако советского ответа не последовало, так как власти СССР не хотели портить отношения с Великобританией.
К концу 1943 года контролировала около половины территории страны. К октябрю 1944 года почти вся территория страны была освобождена в результате наступательных действий частей ЭЛАС и угрозы для оккупантов оказаться отрезанными вступившей на Балканы Красной Армией. Высадившимся между тем британским войскам практически не пришлось вести военных действий против уходящих частей Вермахта.
Численность ЭЛАС к этому моменту составляла 119 тысяч офицеров и солдат, партизан и партизан запаса, 6000 человек в национальной милиции.

## Партизанскоегосударстволевых и республиканцев ЭАМ — ЭЛАС
Активное партизанское движение сделало невозможным для оккупантов контроль над большей частью провинции.
В освобожденных районах, за пределами Эпира, контролируемого роялистами, существовала партизанская республика, не признававшая королевское правительство в изгнании, которому, по мнению партизан, не хватало демократической легитимности. На освобожденных территориях было организовано народное государство ЭAM-ЭЛАС. Были установлены демократически избираемые местные власти, среди них Народный аппарат справедливости с народными судами, состоящими из пяти судей, избранных народным собранием жителями данной местности. Было введено правило, согласно которому решения, принятые народными судами в невоенных вопросах, имели приоритет перед решениями местных командиров ЭЛАС. Это привело к тому, что военные (партизанские) или политические (ЭАМ) организации могли исполнять роль обвинителей, но не судебную роль. Деятельность Народных Судов основывалась на своём Кодексе Законов.
Экономическая жизнь получила стимул. Было реализовано на практике равноправие женщин. Органы «народного государства» провели реформу образования. Языковые меньшинства получили равные права. В этих вопросах органы «народного государства» тесно сотрудничали со славяноязычным населением. Впервые в Греции было организовано всеобщее дошкольное обучение, первая в провинции общественная медицинская служба и эффективно функционирующая система связи.
В начале 1944 года путём демократических выборов при обязательном присоединении или рассоединении остальных партизанских организаций было сформировано временное правительство под названием П. Э. Э. А. (ΠΕΕΑ) — Политический комитет народного освобождения —, соперничающее с эмигрантским правительством, признанным западными союзниками, но обладавшим низкой поддержкой в стране. Были проведены выборы 180 членов законодательного органа, в работе которого могли принимать участие также представители последнего греческого парламента, закрытого Иоаннисом Метаксасом в 1936 году.
Ведущие исследователи отмечают высокую популярность реализации этой программы с учётом массовой поддержки ЭЛАС в греческой провинции. Роялисты воспринимали государство восставших как коммунистическую диктатуру. После войны сотрудничество с органами и учреждениями «Правительства с гор» расценивалось роялистскими судами в качестве серьёзного уголовного преступления. Уголовными преступлениями считались также все военные акции ЭЛАС, проведенные без приказа штаба западных союзников, находящегося в Александрии, Египет.
После отступления немецкой армии в Греции высадились британские войска и греческие роялистские военные формирования. В соответствии с предыдущим договором, именно они, а не партизаны, совершили триумфальный въезд в столицу как освободители. Партизаны и их лидеры в то время не владели никакой информацией о тайных договорах, подписанных в Кремле между Уинстоном Черчиллем и Иосифом Сталиным. Эти договоры передали судьбу Греции и внегласно также судьбу партизан ЭЛАС в руки Великобритании.

## Декабрьские события в Афинах
3 и 4 декабря 1944 года произошла резня на демонстрациях левых, они были обстреляны силами бывших коллаборационистских формирований (бывших постоянных, явных сотрудников СС). По мнению некоторых историков, причины не выяснены до сих пор. В результате вспыхнули стремительные 35-дневные бои в Афинах, названные впоследствии Декабрьскими событиями (греч. Δεκεμβριανά). По мнению некоторых исследователей, в декабре 1944 года части ЭЛАС вели военные действия против интервенции британской армии, стремившейся восстановить в стране консервативный монархический режим. По другим оценкам, Декабрьские события составляют часть гражданской войны. Бои закончились военным поражением сил ЭЛАС в Афинах.

## Расформирование ЭЛАС
28 февраля 1945 года ЭЛАС была расформирована по условиям Варкизского соглашения. Её фактическим преемником стала Демократическая армия Греции (октябрь 1946 — август 1949).

## Состав боевых частей ЭЛАС
- Генеральный штаб (Γενικό Επιτελείο) всего 500 человек:
  - батальон Генштаба;
- группа дивизий средней Греции (Ομάς Μεραρχιών Στερεάς Ελλάδος) — всего 9000 человек:
  - отдельная штабная рота (200 чел.);
  - II дивизия (Аттики) (4000 чел.);
  - XIII дивизия (средней Греции) (5000 чел.);
- группа дивизий Македонии — всего 16200 человек:
  - отдельная штабная рота (200 чел.);
  - IX дивизия (западной Македонии) (5500 чел.);
  - XI дивизия (Салоник) (3000 чел.);
  - X дивизия (центральной Македонии) (4500 чел.);
  - VI дивизия (восточной Македонии) (3000 чел.);
- отдельные соединения — всего 22100 человек:
  - I дивизия (Фессалии) (8000 чел.);
  - III дивизия (Пелопоннеса) (6000 чел.);
  - VIII дивизия (Эпира) (5000 чел.);
  - V дивизия (Крита) (2000 чел.);
  - Кавалерийская бригада ЭЛАС (1100 чел.);
- дополнительно:
  - военно-морской флот ЭЛАН (свыше ста вооружённых судов общим водоизмещением 4000 тонн;
  - Первый корпус (22000 до 25000 активных борцов, из которых свыше 5000 сражались с оружием в руках);
  - бойцы запаса ЭЛАС (вероятно до 45000 человек).

Данные Григориадиса в итоге показывают, что в регулярных частях числилось 49000 партизан, в том числе 700 кадровых довоенных офицеров, 1600 офицеров запаса, 1270 выпускников офицерских училищ ЭЛАС, 1070 предводителей партизанских отрядов, 600 офицеров при временном правительстве.

## Bооружение ЭЛАС
С. Н. Григориадис писал: 28 февраля 1945 года британский генерал признал, что ЭЛАС передала британским войскам следующее вооружение:
- орудия разных калибров — 100 шт.;
- крупнокалиберные миномёты — 81 шт.;
- мелко- и среднекалиберные миномёты — 138 шт.;
- тяжёлые пулемёты — 419 шт.;
- ручные пулемёты — 1412 шт.;
- пистолет-пулемёты — 1412 шт.;
- самозарядные винтовки — 713 шт.;
- винтовки и пистолеты — 48973 шт.;
- ручные противотанковые ружья — 57 шт.;
- радиостанции — 17 шт.[43].

Этот документ дает основания предположить, что определенная часть личного оружия не была передана партизанами в ходе упомянутой акции. И надо заметить, что в тот момент это было нормальным (естественным) явлением для греческой провинции.

## Известные борцы ЭЛАС
- Яннис Ксенакис, один из лидеров модернизма и концептуализма в музыке и архитектуре;
- Аль Деми, народный Герой Албании;
- Яннис Рицос, поэт.

## Присяга ЭЛАС
Клянусь греческим народом и своей совестью, что буду бороться до последней капли крови за полное освобождение Греции от иностранного ига.
Я буду бороться за защиту интересов греческого народа, за восстановление и укрепление его свобод и всех его суверенных прав.
С этой целью я буду добросовестно и дисциплинированно выполнять приказы и распоряжения моих начальников и буду избегать любых действий, которые опозорят меня как личность и как бойца трудового греческого народа.
Оригинальный текст (греч.)Ορκίζομαι στον Ελληνικό Λαό και τη συνείδησή μου, ότι θ’ αγωνισθώ έως την τελευταία σταγόνα του αίματός μουγια την πλήρη απελευθέρωση της Ελλάδας από τον ξενικό ζυγό.

Ότι θ’ αγωνισθώ για την περιφρούρηση των συμφερόντων του Ελληνικού Λαού και την αποκατάσταση και κατοχύρωση των ελευθεριών και όλων των κυριαρχικών δικαιωμάτων του.

Για τον σκοπό αυτό θα εκτελώ ευσυνείδητα και πειθαρχικά τις εντολές και οδηγίες των ανωτέρων μου οργάνων και θ’ αποφεύγω κάθε πράξη που θα με ατιμάζη σαν άτομο και σαν αγωνιστή του Εργαζόμενου Ελληνικού Λαού.